# Валгарен, Йос
Йосеф Селин Мария (Йос) Валгарен (нидерл. Josef Celine Maria Valgaeren (Joos) Valgaeren; род. 3 марта 1976, Лёвен, Брабант) — бельгийский футболист, известный по выступлениям за сборную Бельгии. Участник чемпионата Европы 2000.

## Клубная карьера
Валгарен начал карьеру «Вербрудеринг Гел». В 1994 году он перешёл в «Мехелен», где провел три сезона. В 1997 году Йос принял приглашение нидерландской «Роды». В составе новой команды он дважды выиграл Кубок Нидерландов. Йосом интересовались «Аякс» и немецкая «Бавария», но он подписал контракт с шотландским «Селтиком». Сумма трансфера составила 2 млн фунтов. В составе «кельтов» Валгарен провел наиболее яркий отрезок своей карьеры, трижды выиграв чемпионат Шотландии и кубок Шотландии и один раз кубок шотландской лиги. В лиге чемпионов 2001/2002 он забил два гола в поединке против «Ювентуса». С приходом на тренерский мостик Гордона Стракана Валгарен потерял место в основе и в 2005 году покинул команду.
Летом 2005 года Йос подписал контракт с «Брюгге» в составе которого дважды выиграл кубок Бельгии. В 2008 году Валгарен перешёл в нидерландский «Эммен» в котором закончил карьеру через два года.

## Международная карьера
23 февраля 2000 года в товарищеском матче против сборной Португалии Валгарен дебютировал за сборную Бельгии. В 2000 году Йос принял участие в домашнем чемпионате Европы. На турнире он сыграл в поединках против сборных Швеции, Турции и Италии. На чемпионат мира 2002 года он не поехал из-за травмы.

## Достижения
Командные
«Рода»
- Обладатель Кубка Нидерландов — 1997
- Обладатель Кубка Нидерландов — 2000

«Селтик»
- Чемпионат Шотландии по футболу — 2000/2001
- Чемпионат Шотландии по футболу — 2001/2002
- Чемпионат Шотландии по футболу — 2003/2004
- Обладатель Кубка Шотландии — 2001
- Обладатель Кубка Шотландии — 2004
- Обладатель Кубка Шотландии — 2005
- Обладатель Кубка шотландской лиги — 2001

«Брюгге»
- Обладатель Суперкубка Бельгии — 2005
- Обладатель Кубка Бельгии — 2006/2007